# Xã Braceville, Quận Grundy, Illinois
Xã Braceville (tiếng Anh: Braceville Township) là một xã thuộc quận Grundy, tiểu bang Illinois, Hoa Kỳ. Năm 2010, dân số của xã này là 6.467 người.